# 디 안트보르트
디 안트우드 (Die Antwoord)는 남아프리카 공화국의 힙합 그룹이다. Die antwoord의 정확한 발음은 [디 안트보르트]이다. 그룹 본인들은 디 안트우드라고 불리는 것을 싫어한다. 남아프리카 특유의 네덜란드 방언인 아프리칸스어로 수많은 사람들이 다이안트우드, 다이안트보르트, 디안트월드 등으로 발음한다. Die antwoord는 직역하면 "the answer"란 뜻인데, 이말은 한국어로 "답"이라는 뜻이다.
2015년에 개봉한 채피 (영화)에 출연하여 한국에 이름을 알린 바가 있다.
2022년 Ninja와 Yolandi의 양자인 Gabriel "Tokkie" du Preez는 Youtube에 게시된 비디오에서 그와 그의 여동생 Meisie에 대한 학대, 성폭행 및 노예로 그들을 비난했습니다.

## 음반 목록 (일부)
- $O$ (2008)
- TEN$ION (2012)
- DONKER MAG (2014)
- MOUNT NINJI AND DA NICE TIME KID (2016)
- LOVE DRUG (2017, 싱글 앨범)
- 2•GOLDEN DAWN•7 (2018, 싱글)